# Österslöv
Österslöv är en tätort i Kristianstads kommun och kyrkby i Österlövs socken i Skåne, belägen lite mer än tio kilometer norr om Kristianstad, vid Råbelövsjöns östra strand.

## Befolkningsutveckling
| Befolkningsutvecklingen i Österslöv 1960–2020 | Befolkningsutvecklingen i Österslöv 1960–2020 | Befolkningsutvecklingen i Österslöv 1960–2020 | Befolkningsutvecklingen i Österslöv 1960–2020 | Befolkningsutvecklingen i Österslöv 1960–2020 |
| --------------------------------------------- | --------------------------------------------- | --------------------------------------------- | --------------------------------------------- | --------------------------------------------- |
|                                               |                                               |                                               |                                               |                                               |
| År                                            |                                               |                                               | Folkmängd                                     | Areal (ha)                                    |
| 1960                                          | 1960                                          |                                               | 217                                           |                                               |
| 1965                                          | 1965                                          |                                               | 269                                           |                                               |
| 1970                                          | 1970                                          |                                               | 271                                           |                                               |
| 1975                                          | 1975                                          |                                               | 371                                           |                                               |
| 1980                                          | 1980                                          |                                               | 364                                           |                                               |
| 1990                                          | 1990                                          |                                               | 371                                           | 47                                            |
| 1995                                          | 1995                                          |                                               | 415                                           | 47                                            |
| 2000                                          | 2000                                          |                                               | 402                                           | 47                                            |
| 2005                                          | 2005                                          |                                               | 381                                           | 48                                            |
| 2010                                          | 2010                                          |                                               | 414                                           | 51                                            |
| 2015                                          | 2015                                          |                                               | 460                                           | 68                                            |
| 2020                                          | 2020                                          |                                               | 475                                           | 68                                            |
|                                               |                                               |                                               |                                               |                                               |

## Samhället
I Österslöv finns Österslövs kyrka, en skola (0-2) samt förskola. Österslöv gamla prästgård vid kyrkan är en av Sveriges äldsta bevarade prästgårdar och den äldsta bevarade prästgården i Skåne.